# Jakiszki (rejon jezioroski)
Jakiszki (lit. Jakiškiai) – wieś na Litwie, na Wileńszczyźnie, w rejonie jezioroskim w okręgu uciańskim.